# Джанфранко Розі (боксер)
Джанфранко Розі  (італ. Gianfranco Rosi, нар. 5 серпня 1957, Ассізі, Перуджа) — італійський професійний боксер, чемпіон світу за версіями WBC (1987-1988) і IBF (1989-1994) у першій середній вазі та чемпіон Європи за версією EBU (1984-1985) у напівсередній вазі і (1987) у першій середній вазі.

## Професіональна кар'єра
Джанфранко Розі розпочав свою професійну кар'єру 1979 року. Переважну більшість боїв провів у Італії. 7 липня 1984 року завоював вакантний титул чемпіона Європи за версією EBU у напівсередній вазі. Втратив титул наступного року, програвши Ллойду Хонігану (Велика Британія) нокаутом у третьому раунді.
28 січня 1987 року завоював титул чемпіона Європи за версією EBU у першій середній вазі, здобувши впевнену перемогу одностайним рішенням суддів над Крісом Паєтт (Велика Британія). Повівши два вдалих захиста звання чемпіона Європи, 2 жовтня 1987 року Розі в бою проти чемпіона світу за версією WBC у першій середній вазі Лупе Аквіно (Мексика), який проводив перший захист, здобув перемогу одностайним рішенням і відібрав титул чемпіона. Провівши один вдалий захист, 8 липня 1988 року втратив титул, програвши Дональду Каррі (США).
15 липня 1989 року в бою за титул чемпіона світу за версією IBF у першій середній вазі переміг одностайним рішенням суддів Дарріна ван Горна (США). Впродовж 1989—1993 років провів одинадцять переможних боїв, з яких десять були захистами титулу, у тому числі бій-реванш з Дарріном ван Горном. 4 березня 1994 року Розі зустрівся в бою з Вінсентом Петтвей (США). Поєдинок завершився технічною нічиєю у шостому раунді. 17 вересня 1994 року Розі, для якого це був дванадцятий захист, і Петтвей зустрілися вдруге, і американець нокаутував італійця в четвертому раунді.